# Dornier P 410
Die Dornier P 410 war ein Projektentwurf des deutschen Herstellers Dornier und Vorgänger des heute eingesetzten Hubschraubers Eurocopter Tiger.

## Geschichte
1968 forderte das Bundesministerium der Verteidigung drei Firmen (Bölkow, Dornier und Merckle) auf, einen Helikopter zur Panzerabwehr zu entwickeln. Dornier wurde beauftragt, einen Panzerabwehr- und Begleithubschrauber zu entwerfen und mit den beiden anderen Unternehmen ein Entwurfsbewertungsverfahren auszuarbeiten. Ziel war es, zu einem gemeinsamen Entwurf und gemeinsamer Realisierung/Fertigung zu kommen.
Der von den drei Unternehmen getragene Entwurf der P 410 waren die ersten Arbeiten zum Panzerabwehrhubschrauber in Deutschland, die erst zur Zwischenlösung PAH 1 auf Basis Bo 105 und letztendlich zum Eurocopter Tiger führten. Merkle und Dornier gaben im Zeitraum Anfang 1970 die Hubschrauberentwicklung auf, nur Bölkow/MBB führte eine Hubschrauberentwicklung in Deutschland weiter.

## Technik
Bei Dornier wurden eine Version mit Heißgasrotor wie bei der Do 132, eine mechanisch angetriebene Version mit hoher Rotorkreisflächenbelastung, eine mechanisch angetriebene Version mit niedriger Rotorkreisflächenbelastung und eine mechanisch angetriebene Version ohne Vortriebsentlastung näher untersucht. Die mechanisch angetriebene Version mit niedriger Rotorkreisflächenbelastung wurde zur weiteren Bearbeitung und Zusammenarbeit innerhalb der drei Unternehmen ausgewählt und erhielt die Bezeichnung P 410.

P 410, Darstellung

Es handelte sich um einen in der Silhouette schmalen Hubschrauber mit Sitzen in Tandemanordnung, mit deutlichen Tragflächen von 8 m Spannweite, nach unten zeigenden Seitenleitwerk und einem nach hinten zeigenden Heckrotor als Druckpropeller. Der Hauptrotorkopf war halbstarr mit Lamellendrehgelenke und hatte als Bölkows Beitrag vier Rotorblätter in der Bo-105-Bauweise. Haupt- und Heckgetriebe waren konventionelle Leichtmetallgehäuse und Planetensätze. Unter dem Rumpf war ein Drehturm von Emerson für MiniGun TAT-103 sowie unter den Tragflächen Haltepunkte für Maschinengewehre und Raketen oder weitere Abwurfwaffen vorgesehen. Der Rumpf war konventionell in Spanten-/ Stringer-/ Schalen-Leichtmetall-Bauweise ausgeführt.
Der Druckpropeller hatte wie ein Hauptrotor zyklische Ansteuerung, konnte den Schubvektor links-rechts ausrichten und so im Schwebeflug das Gegendrehmoment ausgleichen bzw. die Giersteuerung ausführen. Mit zunehmender Geschwindigkeit übernahm das Seitenleitwerk diese Aufgaben und der Heckrotor arbeitete nur noch als Druckpropeller zur Erhöhung der Vorwärtsgeschwindigkeit. Die Tragflächen erzeugten zusätzlichen Auftrieb und entlasteten damit den Hauptrotor, sodass Geschwindigkeiten bis 450 km/h erreicht werden sollten. Das Höhenruder diente zur Nicklagensteuerung im Schnellflug wie auch zur Trimmung.
Zur Verringerung des Luftwiderstandes und Erhöhung der Geschwindigkeit verzichtete man auf ein Kufenlandegestell und versah den Hubschrauber mit einem zum Rumpf hin einziehbaren Hauptfahrwerk von Hawker-Siddeley, von diesem Unternehmen für diesen Einsatzfall speziell entworfen. Das Spornfahrwerk konnte zum Ansetzen einer Schleppstange gedreht werden.
Es waren zwei Wellenturbinen Lycoming T53 mit je 1420 WPS (1044 kW) wie auch Panzerungen wichtiger Teile und Redundanzen gegen MG-Beschuss aus 100 m Entfernung vorgesehen.
In wenige Komponenten zerlegt, sollte der Hubschrauber in einem Waggon von 11,4 m Länge im Eisenbahntransitprofil transportierbar sein und danach schnell wieder zusammengesetzt und betriebsbereit gemacht werden können.

## Projekt-Daten
| Kenngröße                     | Daten                        |
| ----------------------------- | ---------------------------- |
| Länge                         | 17,05 m                      |
| Rotordurchmesser              | 16,4 m, 4 Rotorblätter       |
| Heckrotor-Durchmesser         | 3,5 m                        |
| Höhe                          | 4,3 m                        |
| Einstieghöhe vorderes Cockpit | 2 m                          |
| Rumpfbreite                   | 105 bis 165 cm               |
| Spannweite                    | 8 m                          |
| Antrieb                       | 2 × T53-L-13, 2 × 1400 SHP   |
| Reisegeschwindigkeit          | 443 km/h                     |
| Normale Reichweite            | 620 km mit 0,5 h Reserve     |
| Besatzung                     | 2 Piloten in Tandemanordnung |
| Gesamtmasse                   | 6800 kg                      |
| Nutzlast                      | 3000 kg                      |